# Aggabodhi VIII
Aggabodhi VIII fou rei d'Anuradhapura (Sri Lanka) del 816 al 827. Era germà i successor de Mahinda III.
Era un home molt religiós amb profunda reverència per la seva vella mare. Va fer diversos festivals en honor de la Dent Sagrada i de la imatge del Buda Daurat feta pel seu avi Mahinda II. Va construir dues pirivenes, una dedicada al seu pare Dappula II i a ell mateix, anomenada Udayaggabodhi, i un altre al seu mestre Bata i altres 300 monjos. Per assegurar-se que es feien les reverències i oracions degudes el Uposatha (dia de l'oració, dissabte) va decretar que en aquest dia no es podien vendre begudes ni carn ni peix dins de la ciutat (de fet a la part on eren els grans temples); el rei es rentava el peus abans de sortir de qualsevol temple; a la seva mare li ungia personalment el cap amb oli, la rentava i vestia amb robes netes i suaus; diàriament també feia ofrenes de flors i perfums a un altar agenollant-se tres vegades davant d'ella i caminant al seu entorn amb gran reverència; la tornava rentar abans d'anar a dormir, la posava al llit i li feia un massatge fins que s'adormia.
Va morir al onzè any del seu regnat i el va succeir el seu germà petit Dappula III.